# Iztacalco
Iztacalco est l'une des seize divisions territoriales (demarcaciones territoriales) de Mexico au Mexique. Son siège est Gabriel Ramos Millán.

## Géographie

### Situation
Iztacalco s'étend sur 23,3 km2 dans le nord-est de la ville. Elle est ainsi la moins vaste des divisions territoriales de la capitale. Elle est limitrophe des divisions Venustiano Carranza au nord, Iztapalapa au sud, Benito Juárez à l'ouest et Cuauhtémoc au nord-est, ainsi que de la municipalité de Nezahualcóyotl à l'est, située dans l'État de Mexico.